# Черниковск
Черниковск — упразднённый город республиканского подчинения Башкирской АССР, выросший из рабочих посёлков моторного завода и лесофанерного комбината, в настоящее время — исторический район города Уфы Черниковка.
Образован 5 декабря 1944 года путём выделения в отдельную единицу Сталинского района Уфы. Центр города первоначально составило упразднённое село Моторное, позднее — улица Сталина и станция Черниковка. Объединение городов Черниковска и Уфы произошло 24 июля 1956 года.
Составлял Уфимско-Черниковский промышленный узел.

## Топонимика
Название Черниковск произошло от рабочего посёлка Черниковка и станции Черниковка, а сам посёлок и станция — по деревне Черниковке.

## История
До 1922 года земли Черниковска составляли Богородскую волость Уфимского уезда.
В связи со строительством заводов, 23 декабря 1931 года основан рабочий посёлок Черниковка. 19 июля 1936 года посёлок вошёл в состав города Уфы, поселковый совет реорганизован в Черниковский районный совет с центром в селе Моторном с подчинением Уфимскому городскому совету. В 1938 году преобразован в Сталинский район города Уфы.
5 декабря 1944 года Указом Президиума Верховного Совета РСФСР Сталинский район Уфы преобразован в город республиканского подчинения Черниковск. В его состав вошли деревни: Аничково, Большая Красная Глинка, Воробьёвка, Дежнёво, Каловка, Курочкино, Лопатино, Максимовка, Ново-Александровка, Сосновка, Тужиловка, Ураково, Сипайлово, Черниковка, Моторное, Станции Черниковка и другие.
После войны город продолжал расти промышленно и территориально, росло население, в связи с трудностью управления его большой территорией и населением возникала необходимость разделить его на районы.
В 1952–1953 годах — город областного подчинения Уфимской области.
25 февраля 1952 года Указом № 742/3 Президиума Верховного Совета РСФСР город разделен на три района: Сталинский, Калининский и Орджоникидзевский. В районах созданы Советы депутатов трудящихся, избраны райисполкомы.
В 1956 году бюджет города составлял 13 млн 283 тыс. рублей.
До 1956 года в городе издавалась газета «Черниковский рабочий».
Указом Президиума Верховного Совета РСФСР от 24 июля 1956 года объединены города Черниковск и Уфа. Районы Черниковска стали районами Уфы и увеличили численность её населения более чем на треть. Построенная трамвайная сеть Черниковска объединена с уфимской в 1958 году.

## Население
К 1939 году — 49 тыс. человек, в декабре 1948 года — 96,9 тыс., в 1956 году — 215,5 тыс.

## Архитектура
Первые проекты развития и застройки города предложены ещё в 1942–1943 годах эвакуированным из Одессы архитектором В. Л. Фельдштейном. Проект города Черниковска разработан Саломеей Максимовной Гельфер. Главный архитектор города Черниковска в 1948–1956 годах — Маргарита Николаевна Куприянова.
В апреле 1948 года Совет министров РСФСР утвердил генеральный план застройки города. В 1945–1949 годах, в честь Победы в Великой Отечественной войне, построен кинотеатр «Победа». В 1948–1950 годах введено 135 тыс. квадратных метров жилья. В 1952–1955 годах построен Дворец культуры имени Серго Орджоникидзе.